# Sapromyza limbinerva
Sapromyza limbinerva är en tvåvingeart som beskrevs av Camillo Rondani 1848. Sapromyza limbinerva ingår i släktet Sapromyza och familjen lövflugor. Inga underarter finns listade i Catalogue of Life.